# Marie et Tom
 (mai 2020).
Si vous disposez d'ouvrages ou d'articles de référence ou si vous connaissez des sites web de qualité traitant du thème abordé ici, merci de compléter l'article en donnant les références utiles à sa vérifiabilité et en les liant à la section « Notes et références ».
Pour plus de détails, voir Fiche technique et Distribution.
Marie et Tom est un téléfilm de fiction française réalisé par Dominique Baron sortie en 2000 et diffusé sur TF1.
Le téléfilm se décompose en deux parties, chacune des parties dure 1 h 26. 

## Synopsis
Marie Bertin part s'installer au Canada avec son fils, elle va rédiger les mémoires de Pierre Gendreau, mais celui ci est assassiné, Marie est accusé du meurtre.

## Fiche technique
Source : IMDb, sauf mention contraire
- Réalisateur : Dominique Baron
- Scénariste : Eric Kristy, Flavien Rochette, Joëlle Goron, Mimie Mathy
- Directeur de la photographie : Michel Mandero
- Ingénieur du son : Michel Mellier
- Producteur : François Charlent, Claude Veillet et Margarita Cadenas
- Musique : Ionel Petroi
- Générique : Marcel Molle
- Musique originale : Blue Bayou de Serge Laforest et Gaëtan Gravel
- Société de production :
- Pays d'origine : France
- Genre : Comédie dramatique
- Durée : 86 minutes
- Année : 2000
- Date de diffusion :

## Distribution
- Mimie Mathy : Marie Bertin
- Bruno Wolkowitch : François Gendreau
- François Perrot : Pierre Gendreau
- Geneviève Fontanel : Martha Lévesque
- Alain Doutey: Ferdinand Lévesque
- Jacques Lavallée : Capitaine Laforêt
- Pierre Chagnon : Denis Plumier
- Dorothée Berryman : Nathalie Gendreau
- Patricia Tulasne: Johanne Plumier
- Yanni et Cédric Boucher : Tom à 8 mois
- Christophe Rapin : Adjoint Laforêt (Chicot)
- Denis Gravereaux: Docteur Lamarche
- Aubert Pallascio : Maître Soulier
- Gabriel Bilodeau : Arnaud Plumier (9 ans)
- Hugo Thouin-Sylvestre : Pierre Plumier (7 ans)
- Christophe Truffert : Damien Chevalier
- Annie Dufresne : Jenny
- Charles Mayer: Rédacteur en chef
- Anne Cattaruzza : Médecin urgences
- Alex Ivanovici : Bill
- Juno Mills-Cockell : Jane
- Michel Thériault: Paparazzo
- Jean-Robert Bourgade : Policier de garde
- Jean-Marie Moncelet : Prêtre
- Cédric Noël : Vincent
- Alexandrine Agostini : Fonctionnaire
- Anne Cart-Goldberger : Infirmière
- Pascal Rollin : Notaire
- Corinne Chevarier : Serveuse Blue Bayou
- Jean-Marc Bisson : Client Blue Bayou
- Gérard Delmas : Concierge
- François Caffiaux : Sommelier